# 禁猟区 (郷ひろみの曲)
「禁猟区」（きんりょうく）は、1977年12月5日に発売された郷ひろみ24作目のシングル。

## 収録曲
全曲　作詞:阿木燿子／作曲:宇崎竜童／編曲:萩田光雄
1. 禁猟区（3分19秒）
2. ブラック・ジャック・サンデー（2分57秒）